# Maximilian Sforza

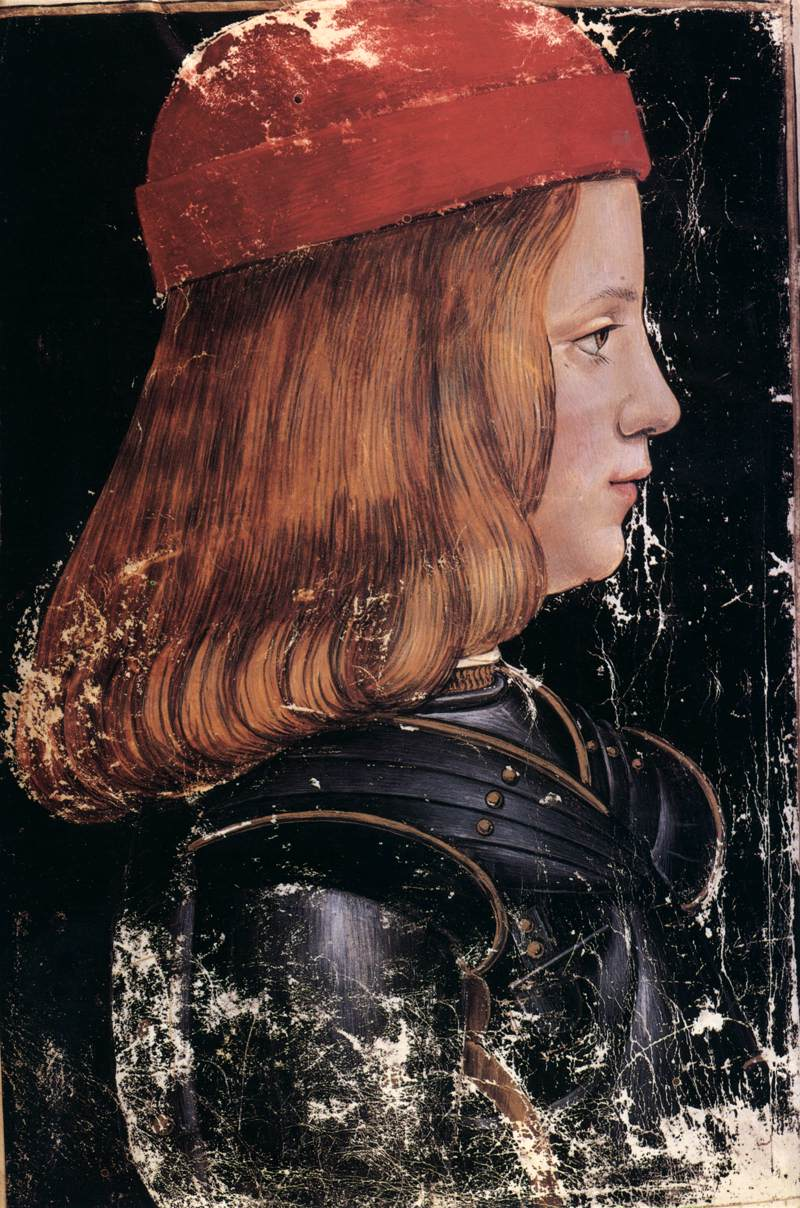
Massimiliano Sforza, c.1496-1499

Maximilian (Massimiliano) Sforza (25 ianuarie 1493 – 4 iunie 1530) a fost Duce al Milano din familia Sforza, fiu al lui Lodovico Sforza. A domnit 1512–1515, între ocupațiile franceze ale lui Ludovic al XII-lea al Franței (1500–1512) și Francisc I al Franței în 1515. După victoria francezilor din Bătălia de la Marignano, Massimiliano a fost luat prizonier. El a renunțat la drepturile sale asupra ducatului Milano pentru suma de 30.000 de ducați și a continuat să trăiască în Franța.